# Schwefelbad (Grünthal)

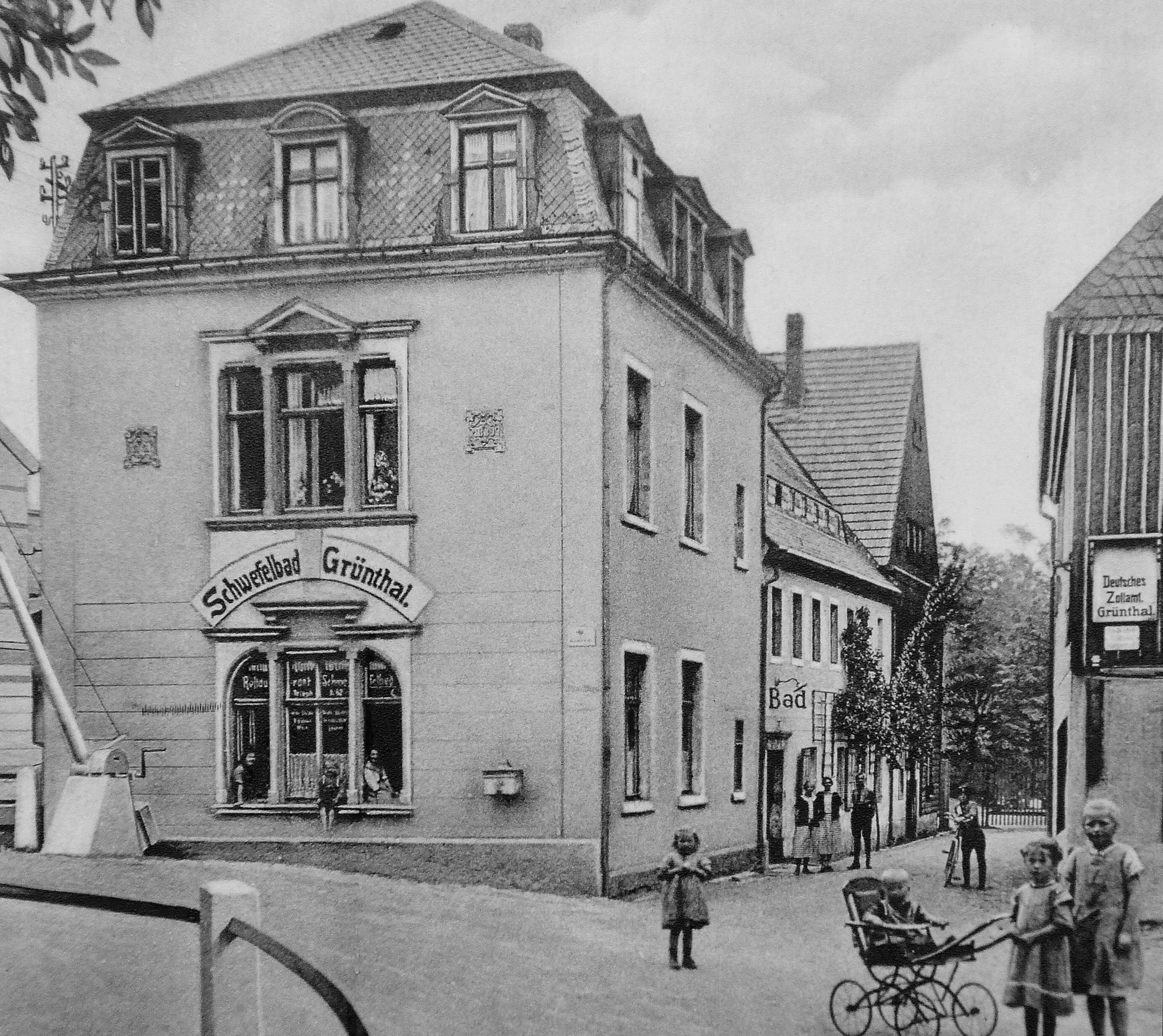
Schwefelbad Grünthal (1910)

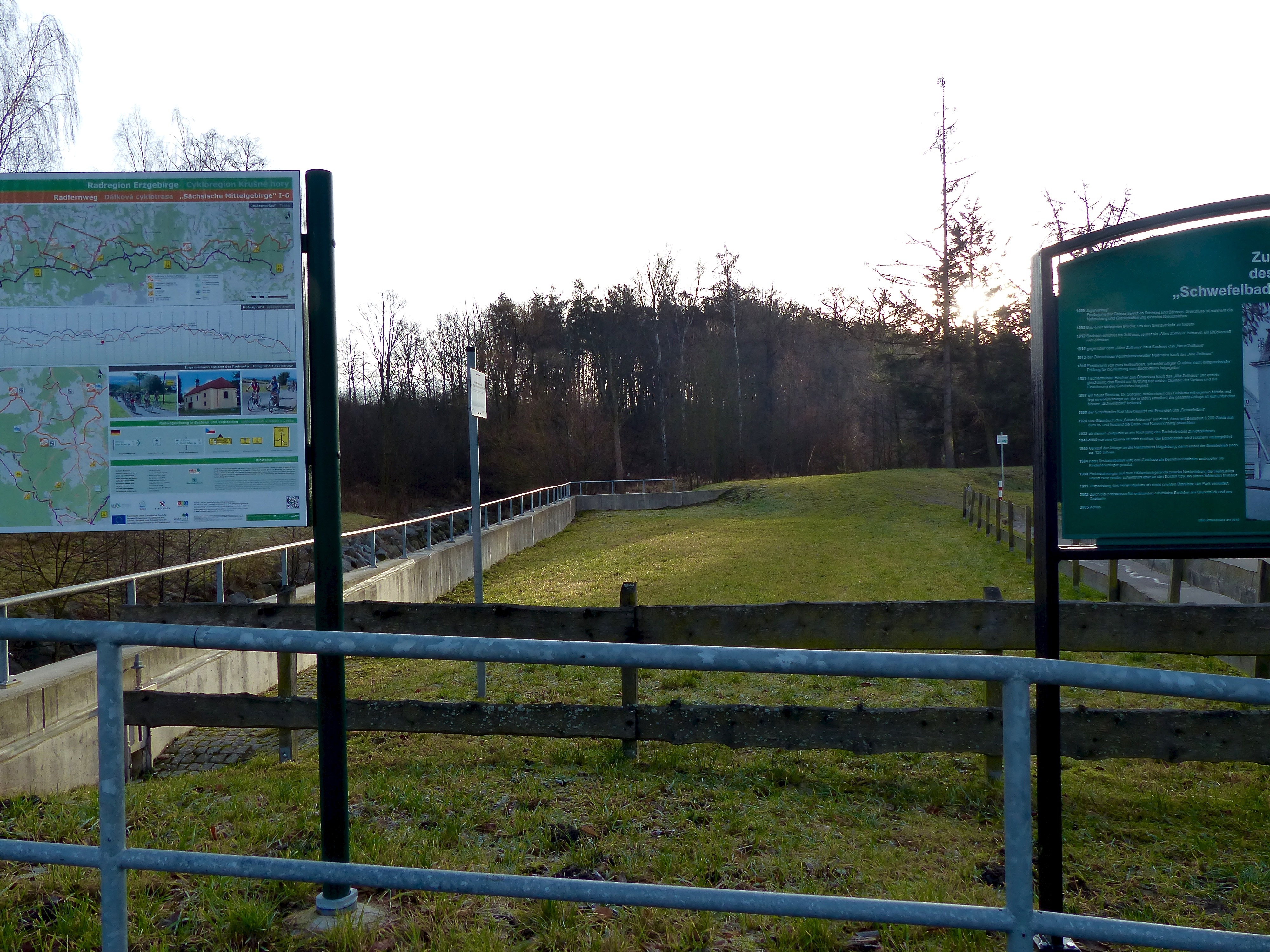
Grundstück des ehemaligen Schwefelbades (Zustand 2015)

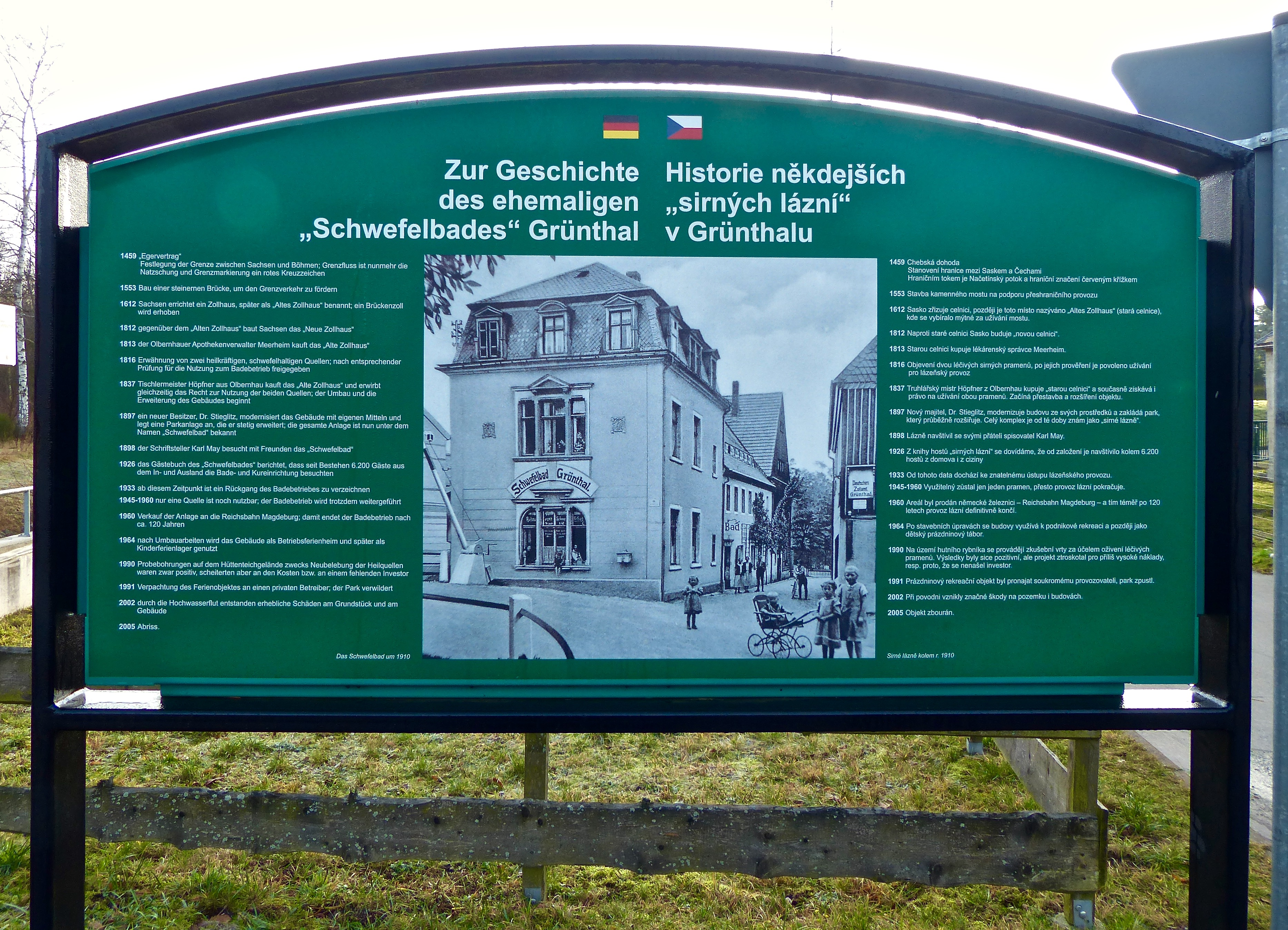
Hinweistafel (2014)

Das Schwefelbad war ein Gebäude mit Badebetrieb in Grünthal, einem heutigen Ortsteil von Olbernhau.

## Geschichte
Nach der Entdeckung von zwei kalten, schwefelhaltigen Quellen im Jahr 1813  wurde das Alte Zollhaus, welches bereits 1612 an der Grenze zwischen dem Kurfürstentum Sachsen und Böhmen errichtet wurde, zu einem Kurbad umgebaut. Zunächst wurde das Alte Zollhaus, das seine Funktion nach dem Bau des Neuen Zollhauses 1812 verloren hatte, vom Olbernhauer Apothekenverwalter Meerheim gekauft, der auch die amtliche Begutachtung des aufgefundenen Mineralwassers veranlasste. Im Jahr 1837 wurde das Badehaus nach einem Eigentümerwechsel ausgebaut und modernisiert. Mit dem Kauf des Alten Zollhauses durch den Olbernhauer Tischler Höffner wurde ihm auch das Nutzungsrecht an den Mineralquellen übertragen.
Ende des 19. Jahrhunderts wird das Gebäude erneut erweitert und von dem neuen Besitzer Dr. Stieglitz ein kleiner Kurpark angelegt. Im Jahr 1898 besuchte Karl May mehrfach das Schwefelbad in Grünthal.
Die Quellen wurden jedoch nur sporadisch genutzt. Ende des 19. Jahrhunderts besuchten jährlich nur 90 bis 100 Kurgäste das Bad. Die Ergiebigkeit der Quellen war schwankend, reichte zur Befüllung von 650 bis 1120 Wannenbäder. Bis 1926 haben 6200 in- und ausländische Kurgäste das Bad besucht.
Die schwefelhaltige Wiesen- und Teichquelle wurde für Trinkkuren und Wannenbäder verwendet. Behandelt wurde im Schwefelbad in den Sommermonaten Rheumatismus, Neuralgien, Bleivergiftungen, Anämien und Hautkrankheiten. In den Dezember- und Januar-Monaten war das Kurbad Wintersportgästen vorbehalten.
Im Jahr 1935 sollte die Ergiebigkeit der Schwefelquelle gesteigert und die Badeanstalt zum Grenzbad ausgebaut werden. Diese Pläne wurden jedoch nicht verwirklicht. Nach dem Zweiten Weltkrieg wurde durch das Versiegen einer Quelle der Badebetrieb weiter eingeschränkt.
Nach Einstellung des Badebetriebs im Jahr 1960 wurde das Gebäude an die Reichsbahndirektion Magdeburg verkauft. Ab 1964 wurde das Haus als Betriebsferienheim und Kinderferienlager genutzt.
Nach der Wiedervereinigung ging das Objekt in Privatbesitz über und wurde zunächst als Ferienobjekt genutzt. 1991 wurden in der Umgebung des Hüttenteichs erneut Erkundungsbohrungen durchgeführt, um das Mineralwasservorkommen erneut zu erschließen. Nachdem die Bohrungen fündig geworden sind, scheiterte der Ausbau aus finanziellen Gründen. Während des Hochwassers im Jahr 2002 wurde der leerstehende Gebäudekomplex verwüstet, so dass 2005 der Abriss erfolgten musste.
Im April 2014 wurde vom Erzgebirgszweigverein an der Stelle des Bades eine zweisprachige Informationstafel aufgestellt.